# Liste des conseillers régionaux de la Charente-Maritime
Pour un article plus général, voir Conseil régional de Nouvelle-Aquitaine.
 (août 2025).
Si vous disposez d'ouvrages ou d'articles de référence ou si vous connaissez des sites web de qualité traitant du thème abordé ici, merci de compléter l'article en donnant les références utiles à sa vérifiabilité et en les liant à la section « Notes et références ».
Le département de la Charente-Maritime compte vingt conseillers régionaux sur les cent quatre-vingt trois élus qui composent l'assemblée du conseil régional de Nouvelle Aquitaine issus des élections des 20 et 27 juin 2021.

## Liste des conseillers régionaux

### Mandature 2021-2028
| Identité                  | Parti | fonction                                        |
| ------------------------- | ----- | ----------------------------------------------- |
| Gérard Blanchard          | DVG   |                                                 |
| Françoise Mesnard         | PS    | Maire de Saint-Jean-d'Angély                    |
| Brahim Jlalji             | PCF   |                                                 |
| Margarita Sola            | PS    | Conseillère municipale de Saintes               |
| Jacky Emon                | DVG   |                                                 |
| Joëlle Marie-Reine-Sciard | PP    |                                                 |
| Rémi Justinien            | PS    | Adjoint au maire de Tonnay-Charente             |
| Élise Laurent-Guegan      | PRG   |                                                 |
| Jean-Philippe Plez        | PRG   | Adjoint au maire de La Rochelle                 |
| Pascal Markowsky          | RN    | Conseiller municipal de Saint-Georges-d'Oléron  |
| Séverine Werbrouck        | RN    | Conseillère municipale de Saint-Pierre-d'Oléron |
| Richard Guérit            | RN    | Conseiller municipal de Marennes-Hiers-Brouage  |
| Nathalie Collard          | RN    |                                                 |
| Daniel Dartigolles        | MoDem |                                                 |
| Marie-Line Cheminade      | UDI   | Première adjointe au maire de Saintes           |
| David Labiche             | LR    | Adjoint au maire de Châtelaillon-Plage          |
| Yann Rivière              | LR    |                                                 |
| Véronique Laprée          | DVD   | Adjointe au maire de Meursac                    |
| Stéphane Trifiletti       | LÉ    | Conseiller municipal de Port-d'Envaux           |
| Katia Bourdin             | LÉ    |                                                 |

### Mandature 2015-2021
| Identité                         | Parti |
| -------------------------------- | ----- |
| Gérard Blanchard                 | DVG   |
| Maryline Simoné                  | PS    |
| Jacky Emon                       | DVG   |
| Christelle Pieuchot              | PS    |
| Benoît Biteau                    | PRG   |
| Françoise Mesnard                | PS    |
| Maurice-Claude Deshayes          | PS    |
| Soraya Ammouche                  | PRG   |
| Stéphane Trifiletti              | EÉLV  |
| Katia Bourdin                    | EÉLV  |
| Hervé Blanché                    | LR    |
| Sally Chadjaa                    | LR    |
| Bruno Drapron                    | UDI   |
| Véronique Laprée                 | DVD   |
| Nicolas Belot                    | LR    |
| Otilia Ferreira                  | MoDem |
| Jean-Marc de Lacoste-Lareymondie | RN    |
| Séverine Werbrouck               | RN    |
| Thierry Rogister                 | RN    |
| Christelle Hénaut                | RN    |

### Mandature 2010-2015
| Identité            | Parti           | fonction |
| ------------------- | --------------- | --- |
| Benoît Biteau       | PRG             | |
| Alain Bucherie      | Non inscrit     | Adjoint au maire de La Rochelle                                                                               |
| Alexis Blanc        | Non inscrit     | Conseiller municipal d'opposition au Château-d'Oléron                                                         |
| Dominique Bussereau | UMP             | Secrétaire d'État aux Transports du gouvernement Fillon, président du Conseil général de la Charente-Maritime |
| Sally Chadjaa       | UMP             | |
| Bruno Drapron       | NC              | Conseiller municipal d'opposition de Saintes                                                                  |
| Jacky Emon          | Non inscrit     | Conseiller municipal de Fontcouverte                                                                          |
| Olivier Falorni     | PS              | Adjoint aux finances de la ville de La Rochelle, député                                                       |
| Nathalie Garnier    | PRG             | Conseillère municipale de La Rochelle                                                                         |
| Marie-Paule Jammet  | Europe Écologie | |
| Régine Joly         | PS              | |
| Thierry Joulin      | CPNT            | |
| Véronique Laprée    | MPF             | Première adjointe au maire de Meursac                                                                         |
| Patrick Larible     | Europe Écologie | Conseiller municipal de La Rochelle                                                                           |
| Thierry Lepesant    | PS              | conseiller municipal de La Jarrie                                                                             |
| Laurence Marcillaud | Europe Écologie | |
| Sylvie Marcilly     | UMP             | Maire de Fouras                                                                                               |
| Françoise Mesnard   | PS              | Conseillère municipale d'opposition de Saint-Jean-d'Angély                                                    |
| Maryline Simoné     | PS              | Conseillère municipale de La Rochelle                                                                         |

### Mandature 2004-2010
| Identité                | Parti               | fonction                             |
| ----------------------- | ------------------- | ------------------------------------ |
| Marie-Claude Bridonneau | PRG                 | Maire d’Angoulins-sur-Mer            |
| Corinne Cap             | Les Verts           |                                      |
| Michelle Carmouse       | PCF                 | Conseillère municipale de Saintes    |
| Jean-Romée Charbonneau  | FN                  |                                      |
| Jean Combes             | PS                  | Maire de Saint-Jean-d'Angély         |
| Roselyne Coutant-Benier | Non inscrite        |                                      |
| Élisabeth Delorme       | MoDem, Non inscrite |                                      |
| Jean-François Fountaine | PS                  | Maire-adjoint de La Rochelle         |
| Jean-Louis Frot         | UMP – UDF           |                                      |
| Joseph Gaborit          | PS                  |                                      |
| Bernard Grasset         | PS                  | Maire de Rochefort                   |
| Régine Joly             | PS                  | Conseillère municipale de Royan      |
| Patrick Larible         | Les Verts           | Conseiller municipal de La Rochelle  |
| Jean-François Memain    | PCF                 |                                      |
| Françoise Mesnard       | PS                  | Maire-adjoint de Saint-Jean-d'Angély |
| Philippe Most           | UMP - UDF           |                                      |
| François Patsouris      | PRG                 | Conseiller municipal de La Tremblade |
| Bernadette Schmitt      | Non inscrite        | Maire de Saintes                     |